# Ghaujes Nurmuchambetow
Ghaujes Torsanuly Nurmuchambetow (kasachisch Ғауез Торсанұлы Нұрмұхамбетов, russisch Гауез Торсанович Нурмухамбетов/Gaujes Torsanowitsch Nurmuchambetow; * 11. Juli 1968 in Mai, Kasachische SSR) ist ein kasachischer Politiker.

## Leben
Ghaujes Nurmuchambetow wurde 1968 im Dorf Mai im heutigen Audan Qarassu im Gebiet Qostanai geboren. Er machte 1982 einen Abschluss am Landwirtschaftlichen Institut Zelinograd. 2002 kam ein weiterer Hochschulabschluss an der Staatlichen Universität im russischen Tscheljabinsk hinzu. 2009 machte er einen dritten Abschluss an der Technischen Universität Qostanai.
Sein beruflicher Werdegang begann 1985 als Mechaniker in einem Betrieb im heutigen Audan Qarabalyq. Zwischen 1986 und 1988 leistete er Wehrdienst in der sowjetischen Armee. Von April 1992 bis zum August 1994 war er leitender Agraringenieur des staatliche landwirtschaftlichen Betriebes Moskowski im Audan Qostanai und anschließend war er Direktor einer Produktionsgenossenschaft. 
Ab 1997 begann Nurmuchambetows politische Laufbahn. So bekleidete er ab diesem Jahr die Position des Äkim des Audan Taran und ab Oktober 2002 war er Äkim des Audan Qarabalyq im Gebiet Qostanai. Im Januar 2008 wurde er zum Äkim (Bürgermeister) der Stadt Qostanai ernannt. Nach rund einem Jahr an der Stadtspitze wurde er im Februar 2009 durch Schomart Nurghalijew in diesem Amt abgelöst und war fortan stellvertretender Generaldirektor des Unternehmens Sodruschestwo. Von Juni 2011 bis Februar 2012 war Nurmuchambetow Äkim des Audan Äulieköl, bevor er am 13. Februar 2012 erneut zum Äkim der Stadt Qostanai ernannt wurde. Zwischen Juni 2014 und Mai 2015 arbeitete er in der Verwaltung des Präsidenten und seit September 2015 war er erster stellvertretender Äkim (Gouverneur) des Gebiets Qostanai und zuständig für die Bereiche Landwirtschaft, Wohnungsbau und kommunale Dienstleistungen.
Am 25. Januar 2023 wurde er Abgeordneter im kasachischen Senat; dort war er Mitglied des Ausschusses für Wirtschaftspolitik, innovative Entwicklung und Unternehmertum. Bereits wenige Monate später verließ er den Senat bereits wieder, da er am 23. September 2023 zum Äkim des Gebietes Nordkasachstan ernannt wurde.